# Eizō
Eizō (jap. えいぞう, エイゾウ) – męskie imię japońskie.

## Możliwa pisownia
Eizō można zapisać używając wielu różnych znaków kanji i może znaczyć m.in.:
- 栄三, „dobrobyt, trzy”
- 英三, „utalentowany, trzy”
- 永三, „wieczność, trzy”
- 栄蔵, „dobrobyt, magazyn/skład”

## Znane osoby
- Eizō Katō (栄三), japoński malarz
- Eizō Kenmotsu (永三), japoński gimnastyk
- Eizō Sakamoto (英三), japoński muzyk
- Eizō Sugawa (栄三), japoński filmowiec